# 南密西西比大學

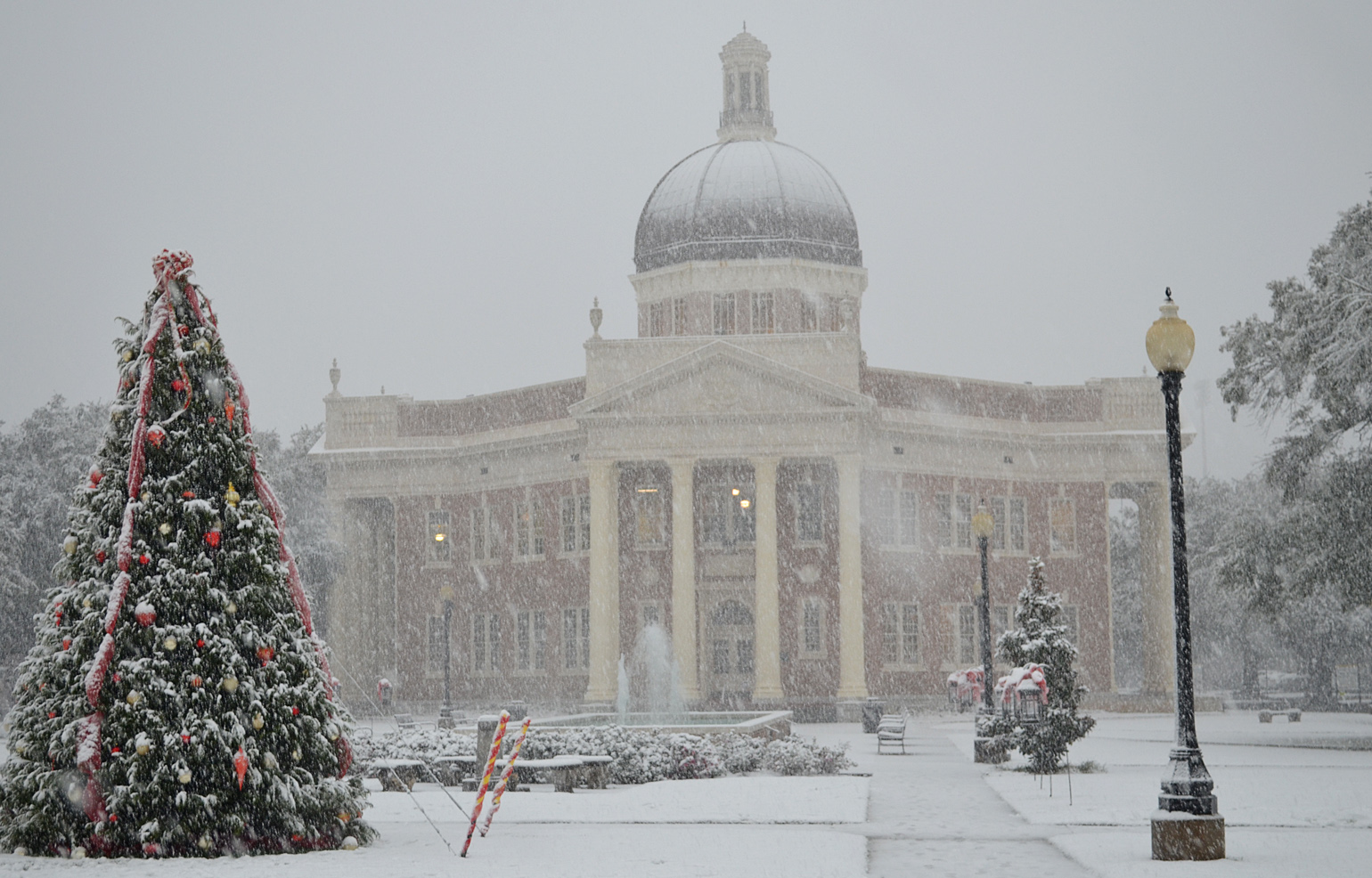

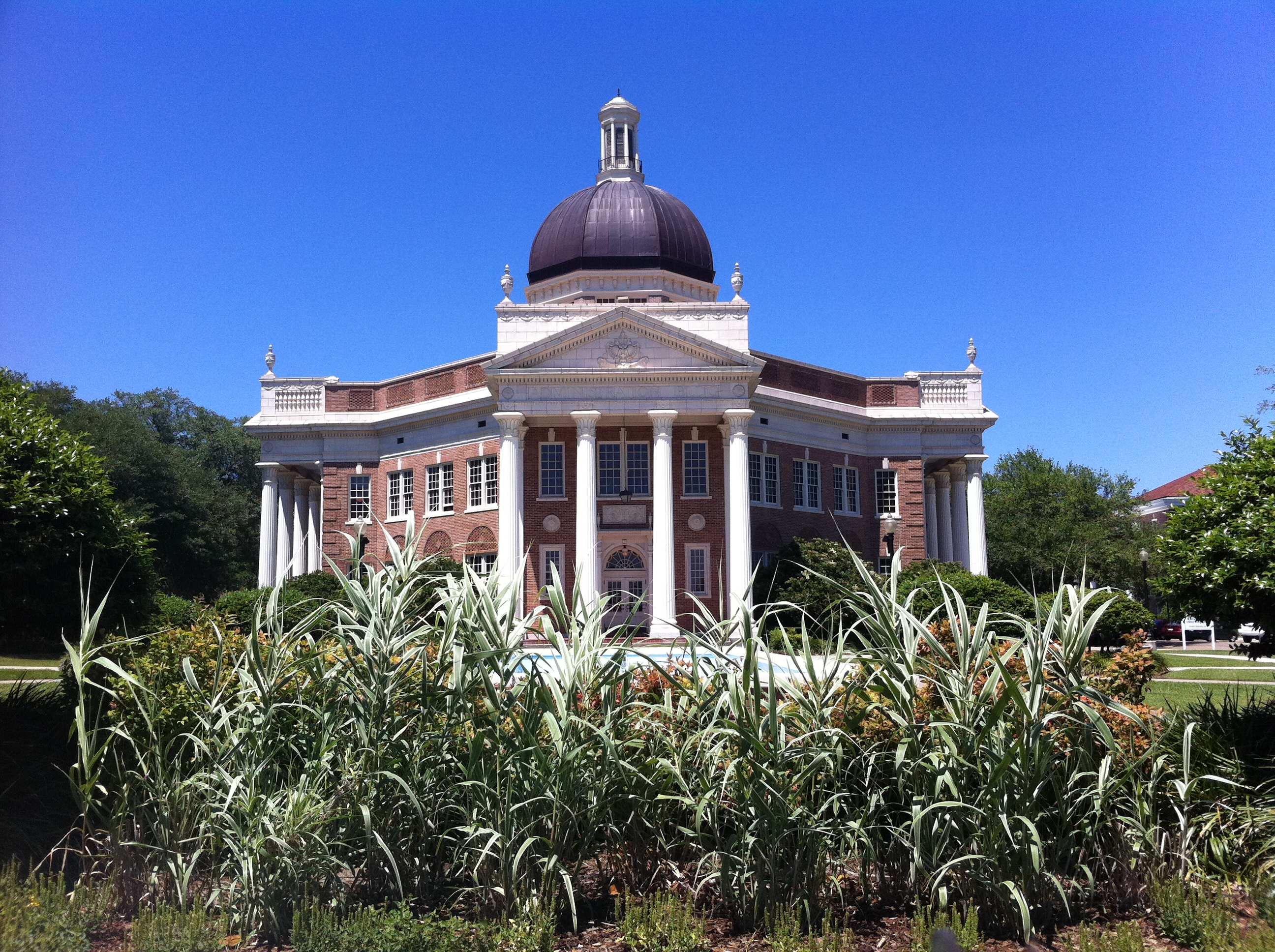

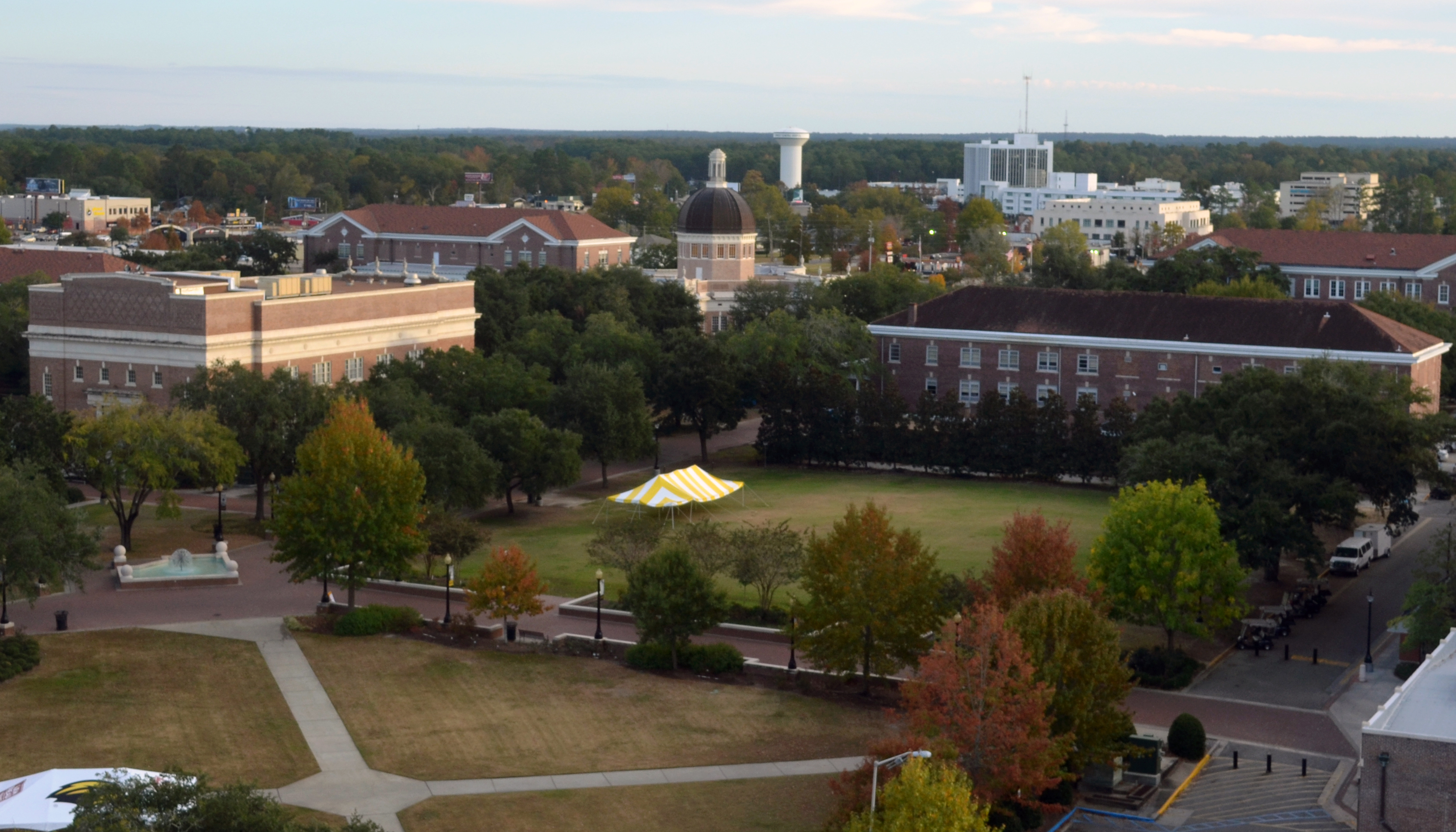
南密西西比大學

南密西西比大學（英語：University of Southern Mississippi）建于1910年，位于美國密西西比州南部的哈蒂斯堡市，原为密西西比师范大学，是密西西比州第二大的大学，现有学生13,000人。该大学是美国国际交流学习人数最多的大学之一，每年派近200位学生前往英國伦敦学习。

## 地理位置
春秋冬季气候宜人，夏季略显温热，曾被《财富》选为“全美最适合居住的小镇”之一。向南驱车2小时可达新奥尔良，向北驱车1.5小时可达密西西比州首府杰克逊市。距离墨西哥湾只有70英里，约1个小时15分钟路程。距离路易斯安那州的新奥尔良市只有120英里，约1个小时50分钟路程。

## 院系、专业与研究所设置
南密西西比大学拥有学科门类齐全的大学专业设置。财经、法律、纺织与服装、工程技术、管理、环境、建筑、教育、理科学、旅游、农林类、人文艺术、社科类、生物、体育、新闻传播、信息科学、医学、语言、自然科学。其中以新闻学、商科管理和师范教育为最好。并拥有南密西西比大学美国后备军官训练队。
- 计算机科学与技术学院 （页面存档备份，存于）
- 商学院 （页面存档备份，存于）
- 教育学院
- 人文学院
- 医药学院
- 科学与技术学院

## 现有校区
- 哈蒂斯堡主校区
- 长滩分校区
- 斯坦尼斯国家宇航中心校区
- 墨西哥湾海洋实验室
- 基斯勒空军基地教学点

## 学校声誉
《美国新闻与世界报道》评为二级国家级大学，全美学术声誉排第136名。高分子专业排名全美第七。

## 著名校友
- Brett Favre - 著名美式足球运动员
- Jennifer Adcock - 美国小姐
- Jimmy Buffett - 歌手、作曲家
- Kathleen Koch -  CNN 主持人
- Robert L. Stewart- NASA宇航员

1. ↑  . US. News and World Report. 2021  [2020-12-09].
2. ↑  . Forbes. 2019  [2020-12-09].
3. ↑  . Forbes.
4. ↑  . US. News and World Report. 2020  [2020-12-09].
5. ↑  . Washington Monthly. 2020  [2020-12-09].
6. ↑  . Washington Monthly.